# جوي هرنانديز
جوي هرنانديز (بالإنجليزية: Joey Hernandez) مواليد 16 أكتوبر 1984 في ميامي، هو ملاكم محترف أمريكي يصنف ضمن فئة الوزن المتوسط.

## إحصائيات
خاض خلال مسيرته 29 نزالا، فاز في 24 وتعادل في 1 وخسر في 4. فاز بالضربة القاضية في 14 نزالا.

## وصلات خارجية
- جوي هرنانديز على موقع بوكس ريك (الإنجليزية) (registration required)
- الموقع الرسمي